# 卡卢什
卡卢什（烏克蘭語：Калуш，羅馬化：Kalush，發音：[ˈkɑlʊʃ] ⓘ）是乌克兰西部伊万诺-弗兰科夫斯克州卡卢什区卡卢什市镇内的城市，为该区及该市镇的行政中心（该市在2020年7月18日前为该州的州辖市，并不在该区的管辖范围内）。該市面積64.53平方公里，海拔高度290米，2022年人口数量为65,088人。

## 历史
该地先后隶属于波蘭立陶宛聯邦、奥匈帝国和波兰第二共和国。1940年，苏联军队将波蘭人从该市赶往西伯利亚。1941年和1942年，该市的犹太人被納粹德國杀害。

## 友好城市
- 塞爾維亞 巴奇卡帕兰卡
- 捷克 捷克克鲁姆洛夫
- 美国 大草原城
- 波蘭 肯傑任科茲萊
- 波蘭 戈爾利采
- 波蘭 別奇
- 羅馬尼亞 塞伊尼
- 美国 小石城
- 德国 利普施塔特

## 当地名人
- 奧萊赫·普修克：乌克兰说唱歌手和词曲作者，也是以他家乡命名的饶舌组合卡卢什和子团体卡盧什樂團的创始人之一和主唱。

## 图集

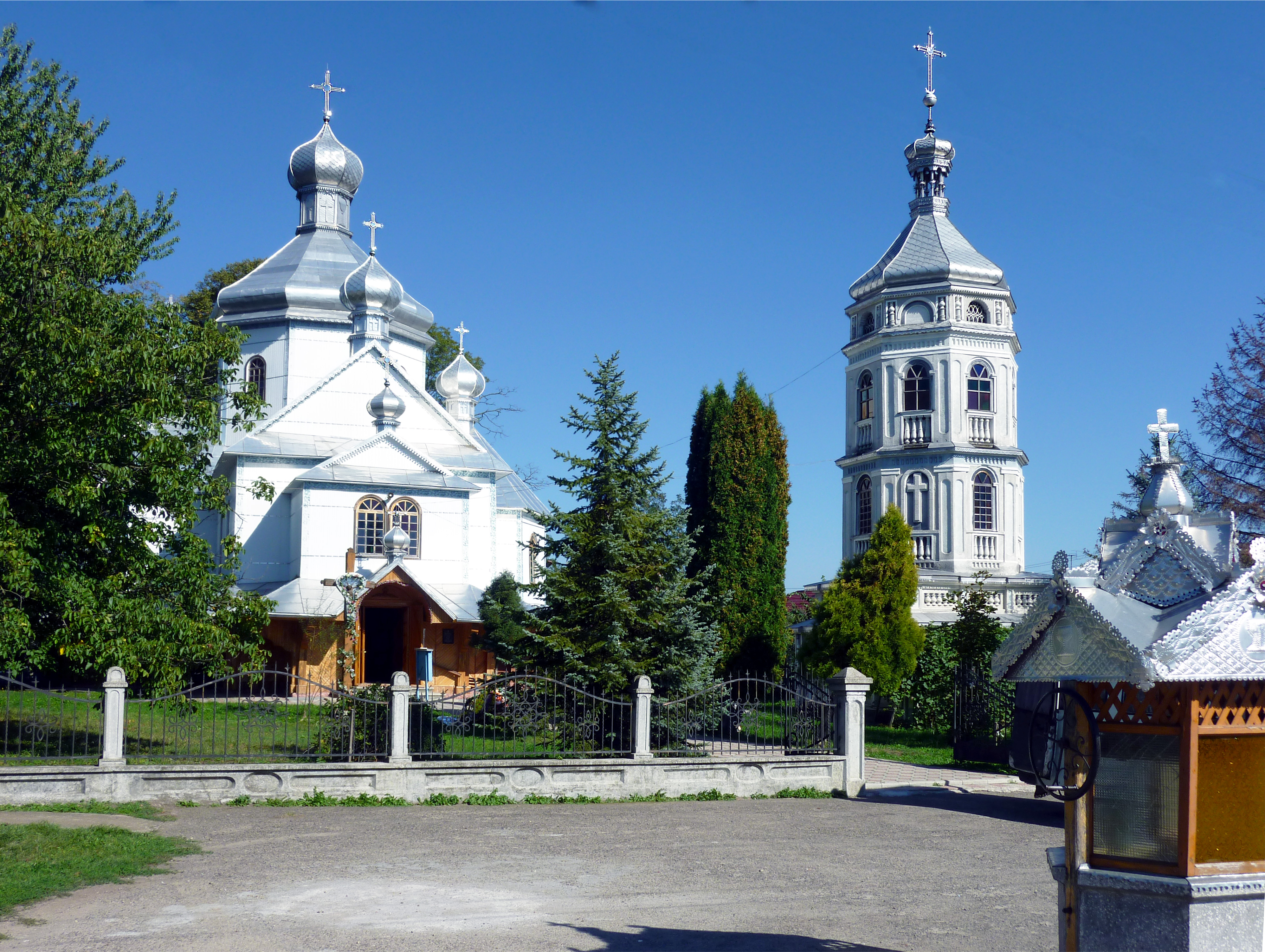
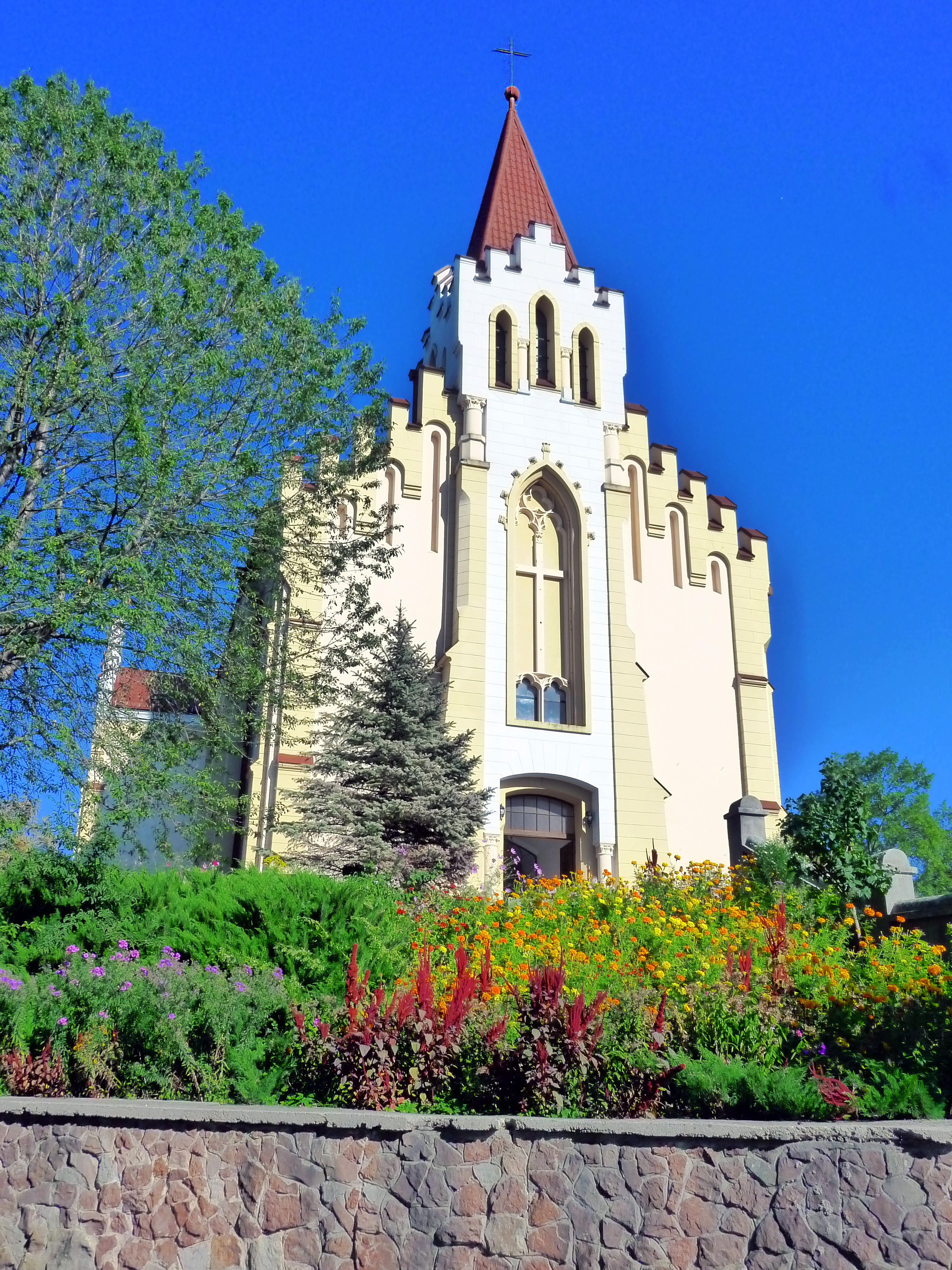
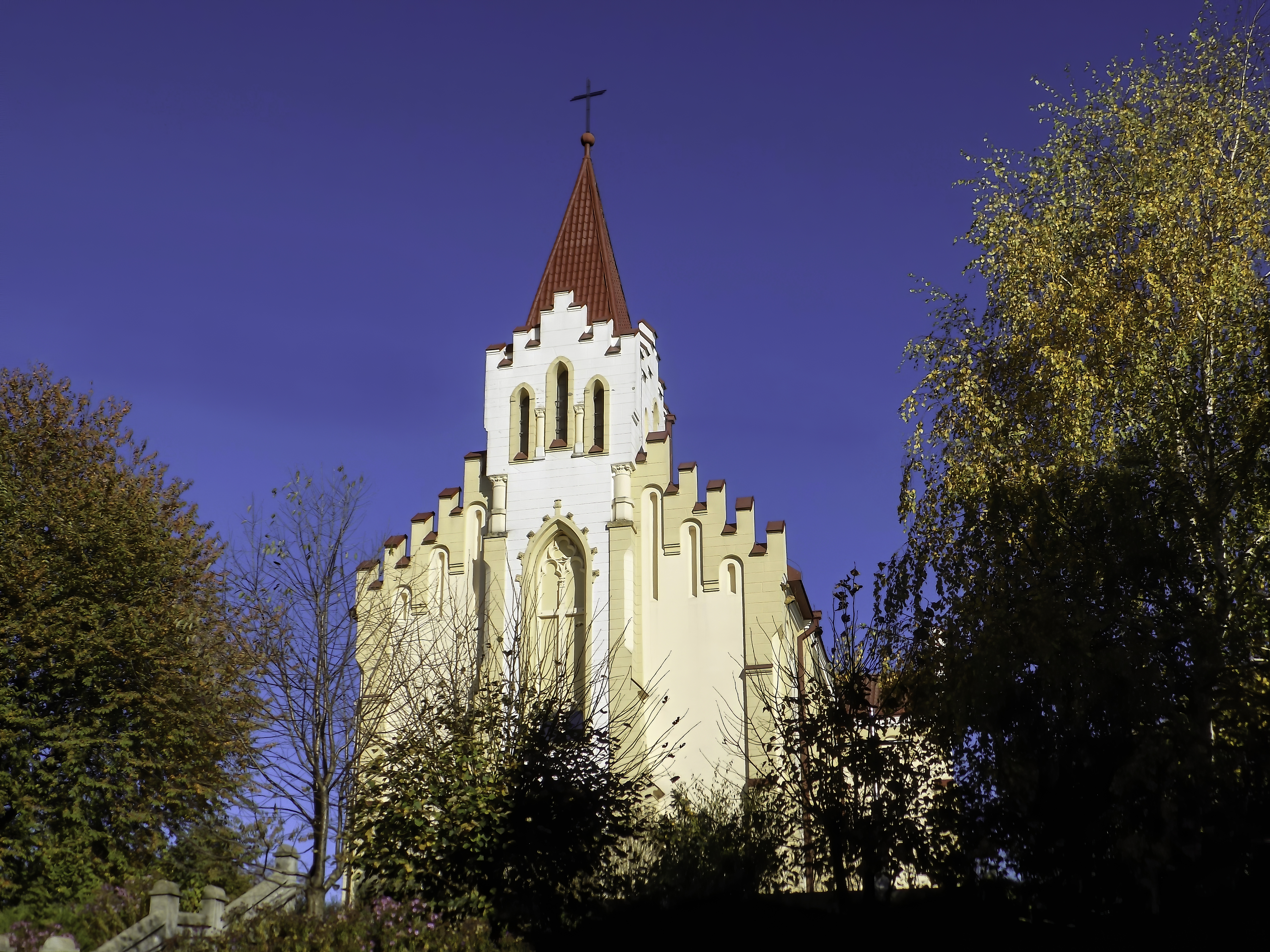
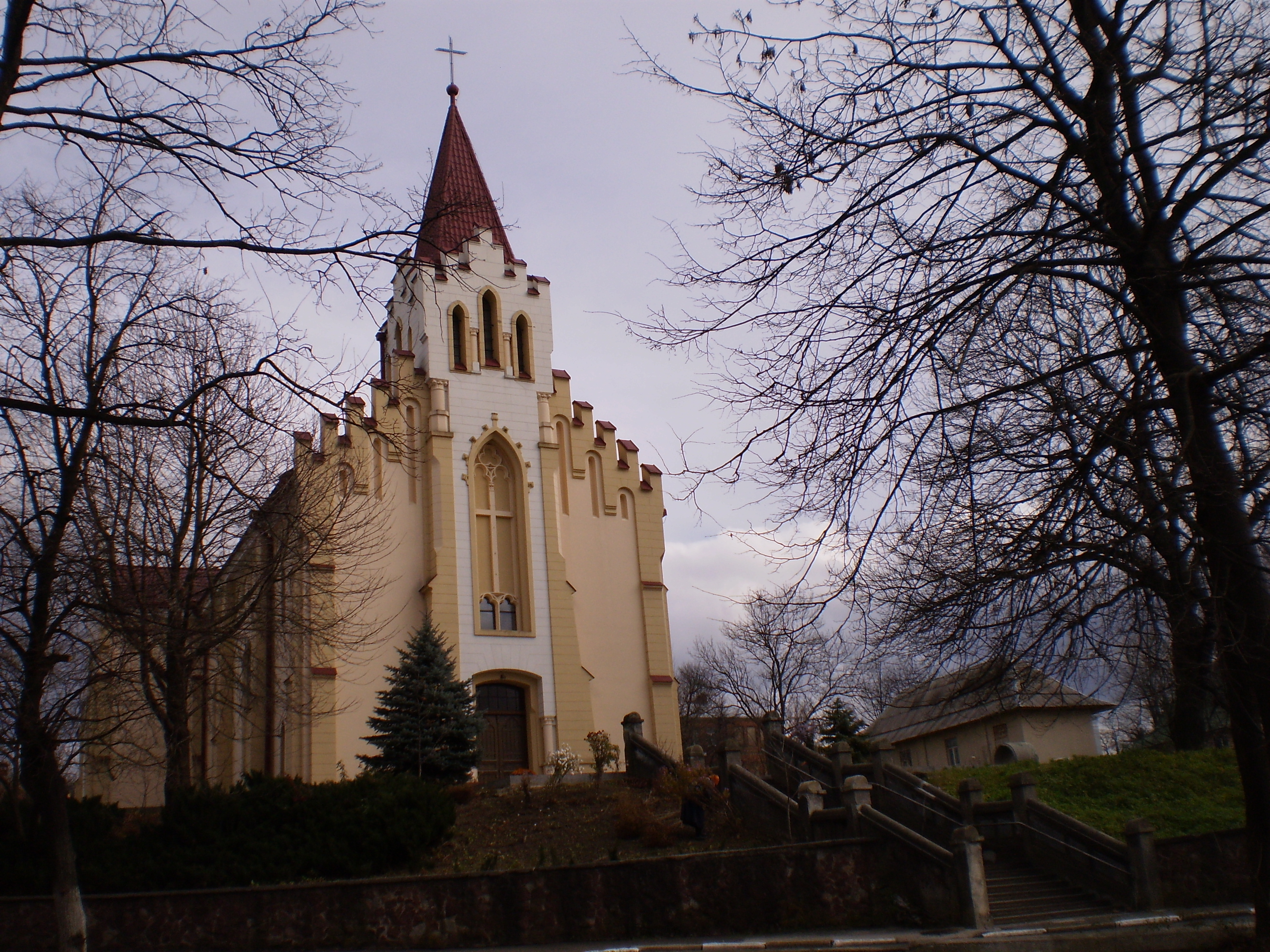
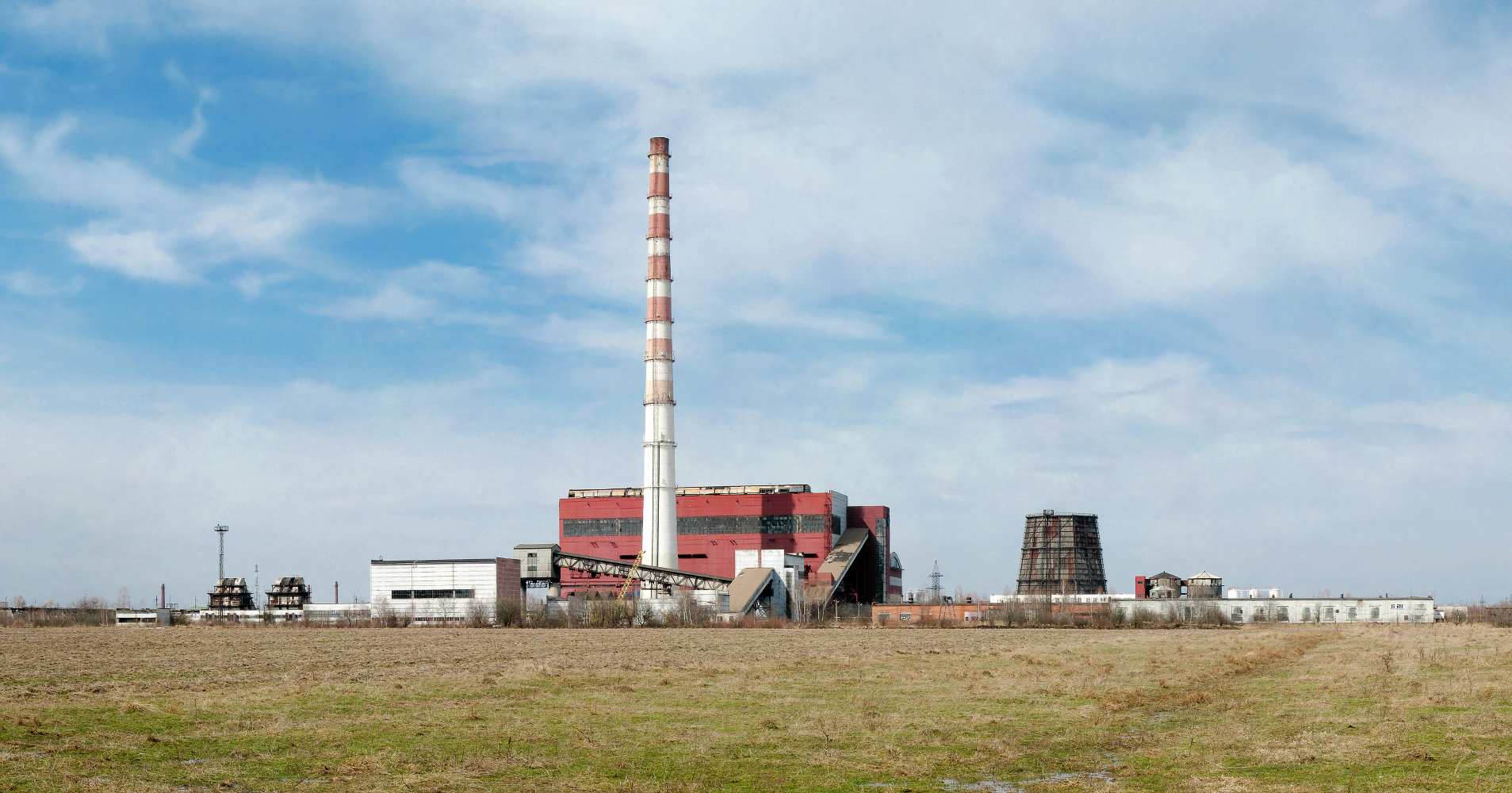
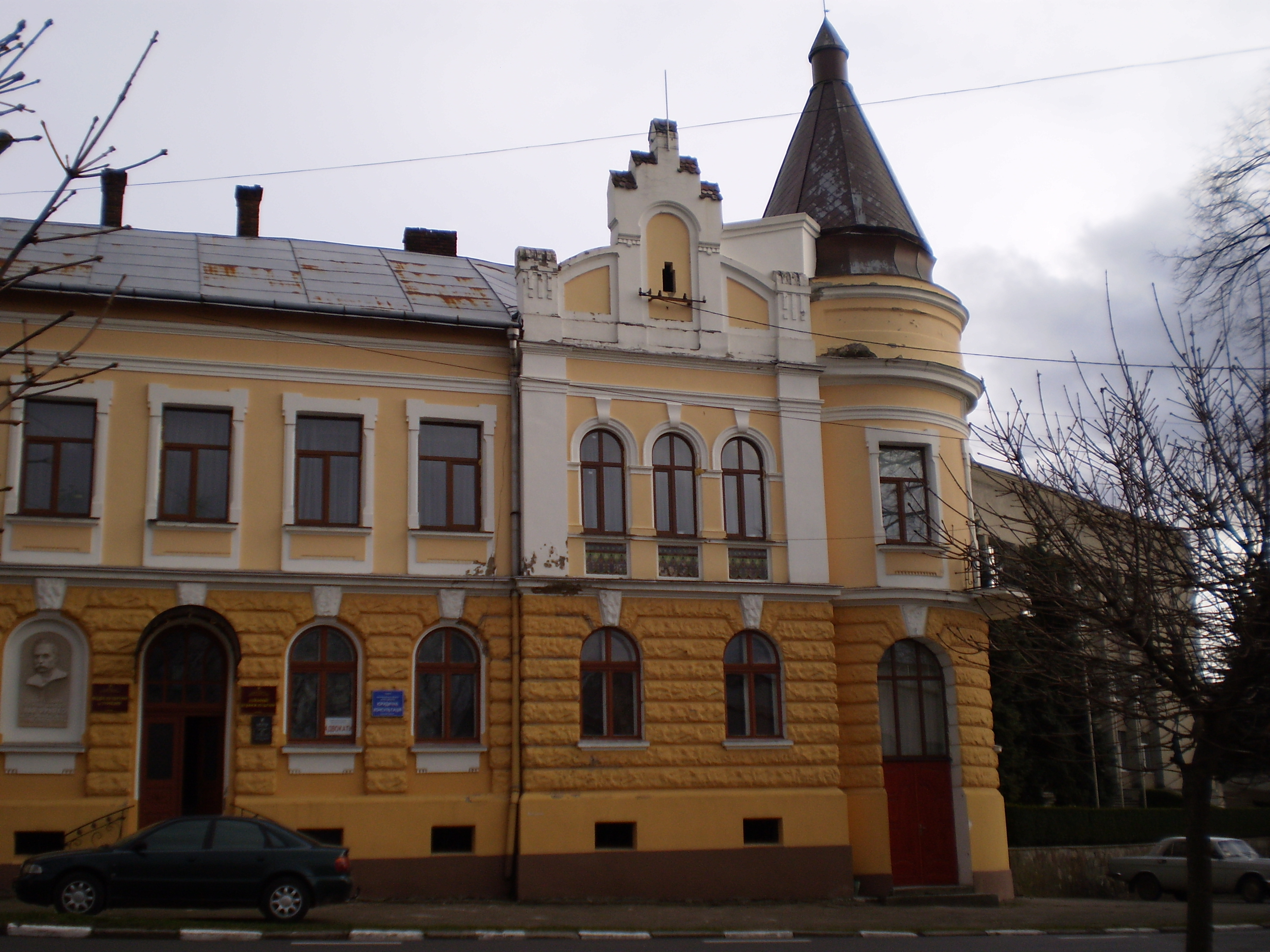
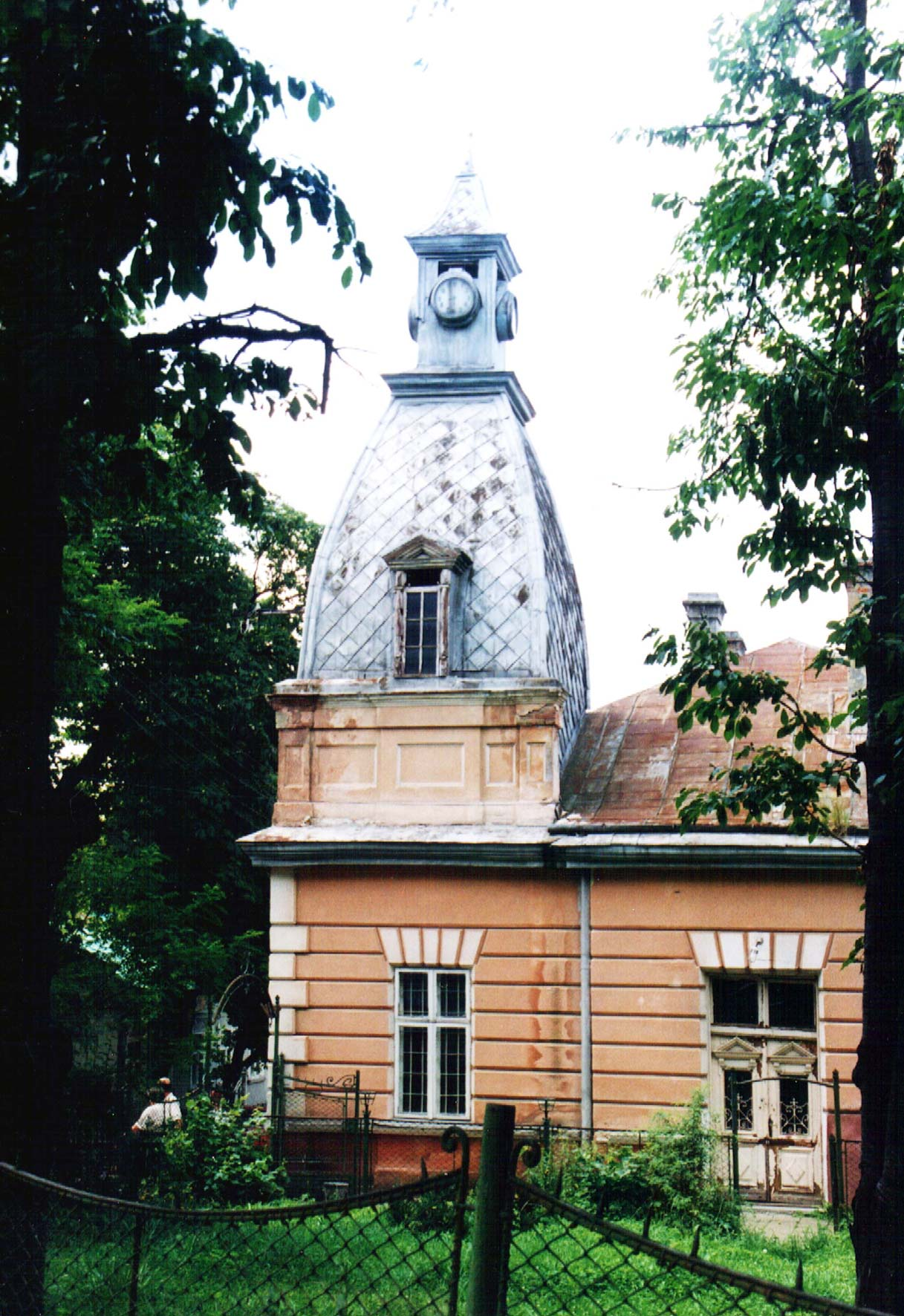
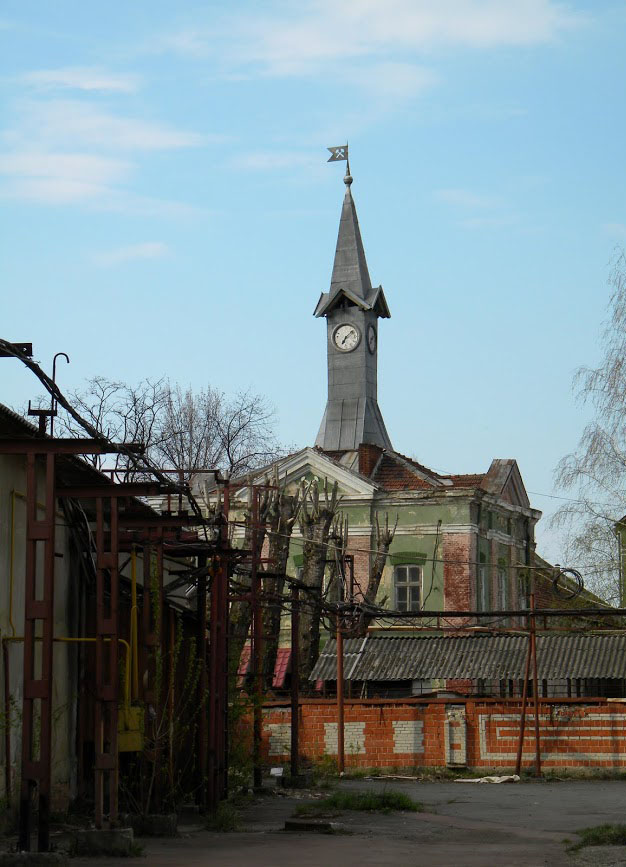
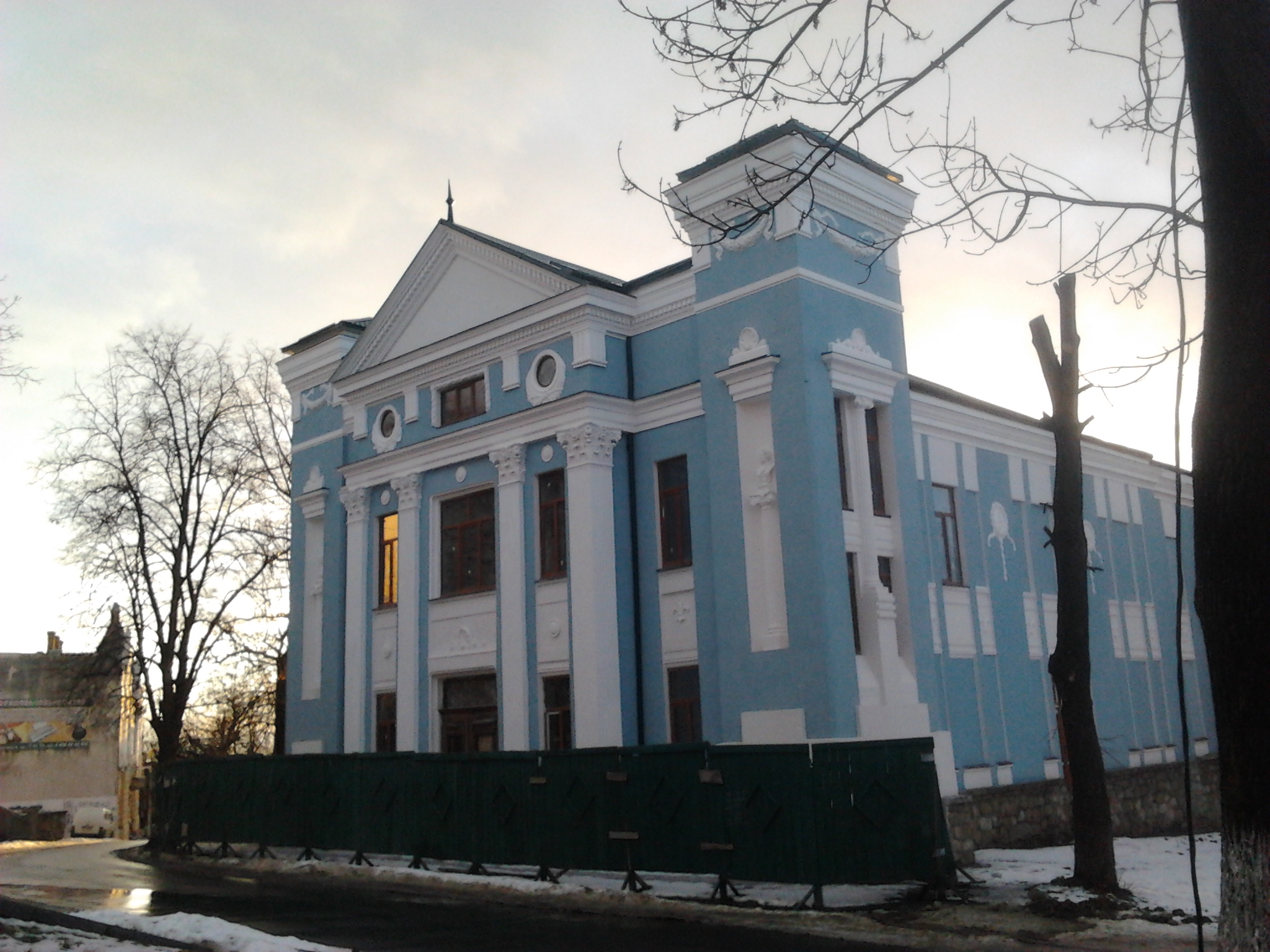
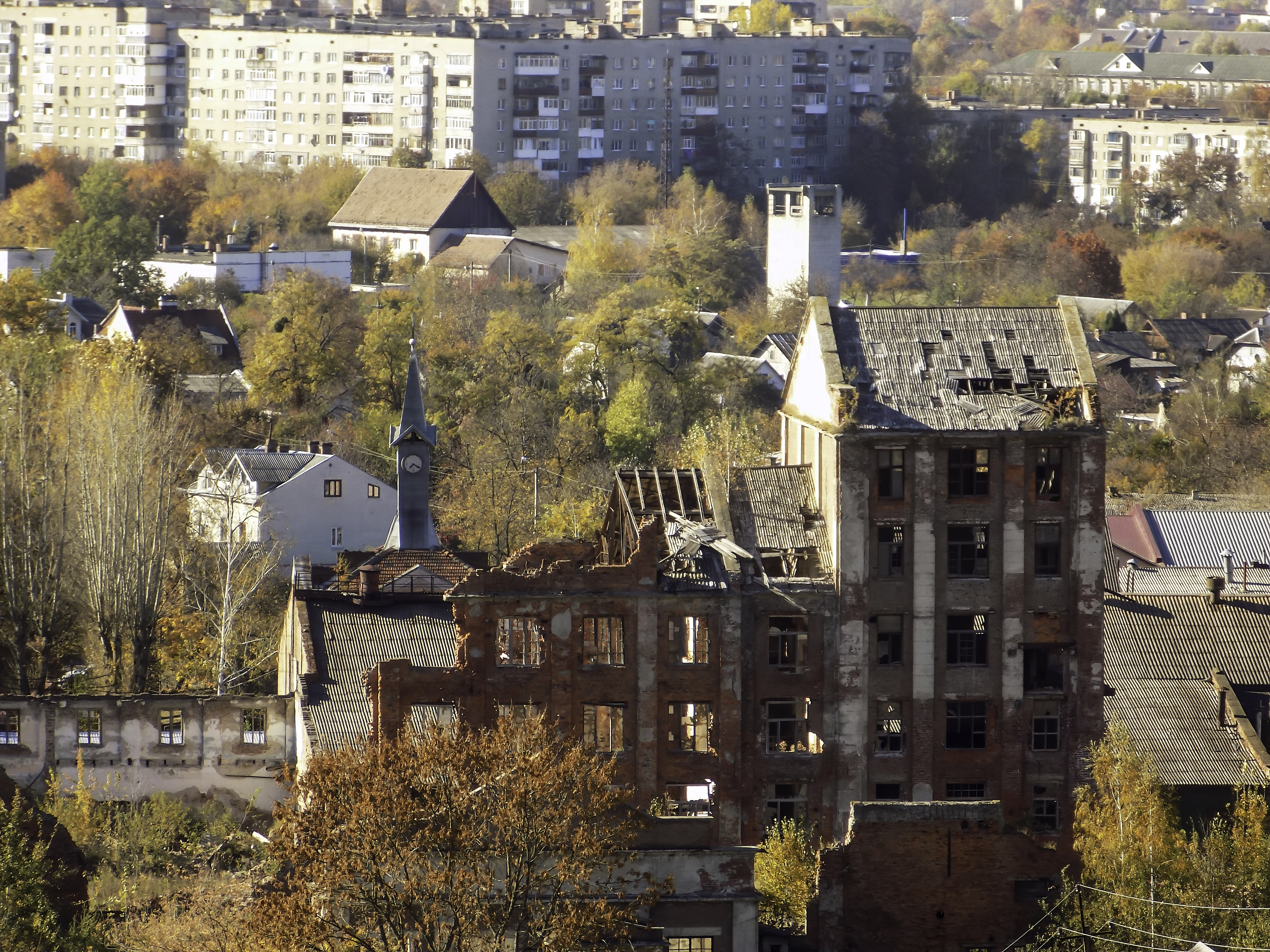
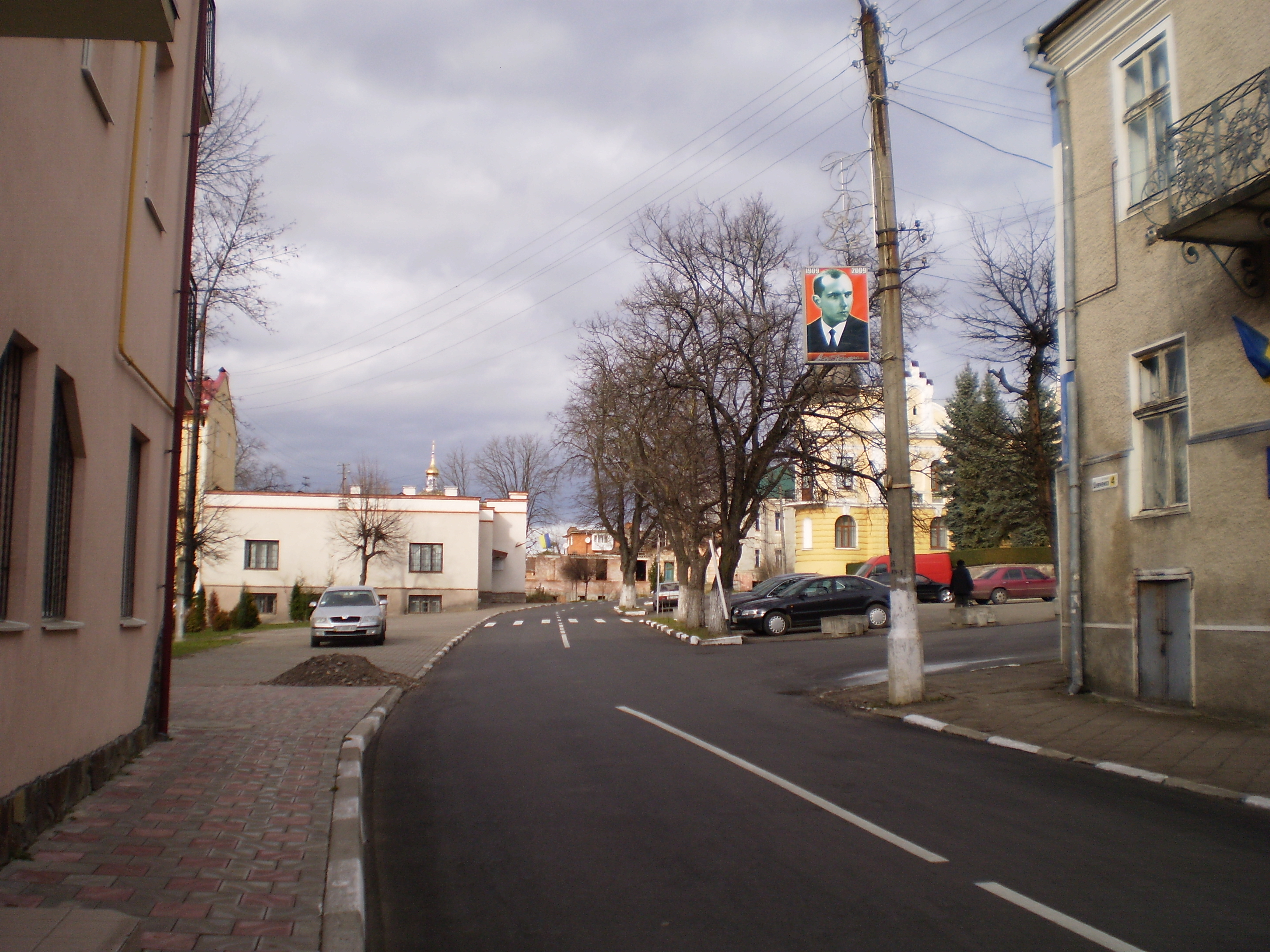
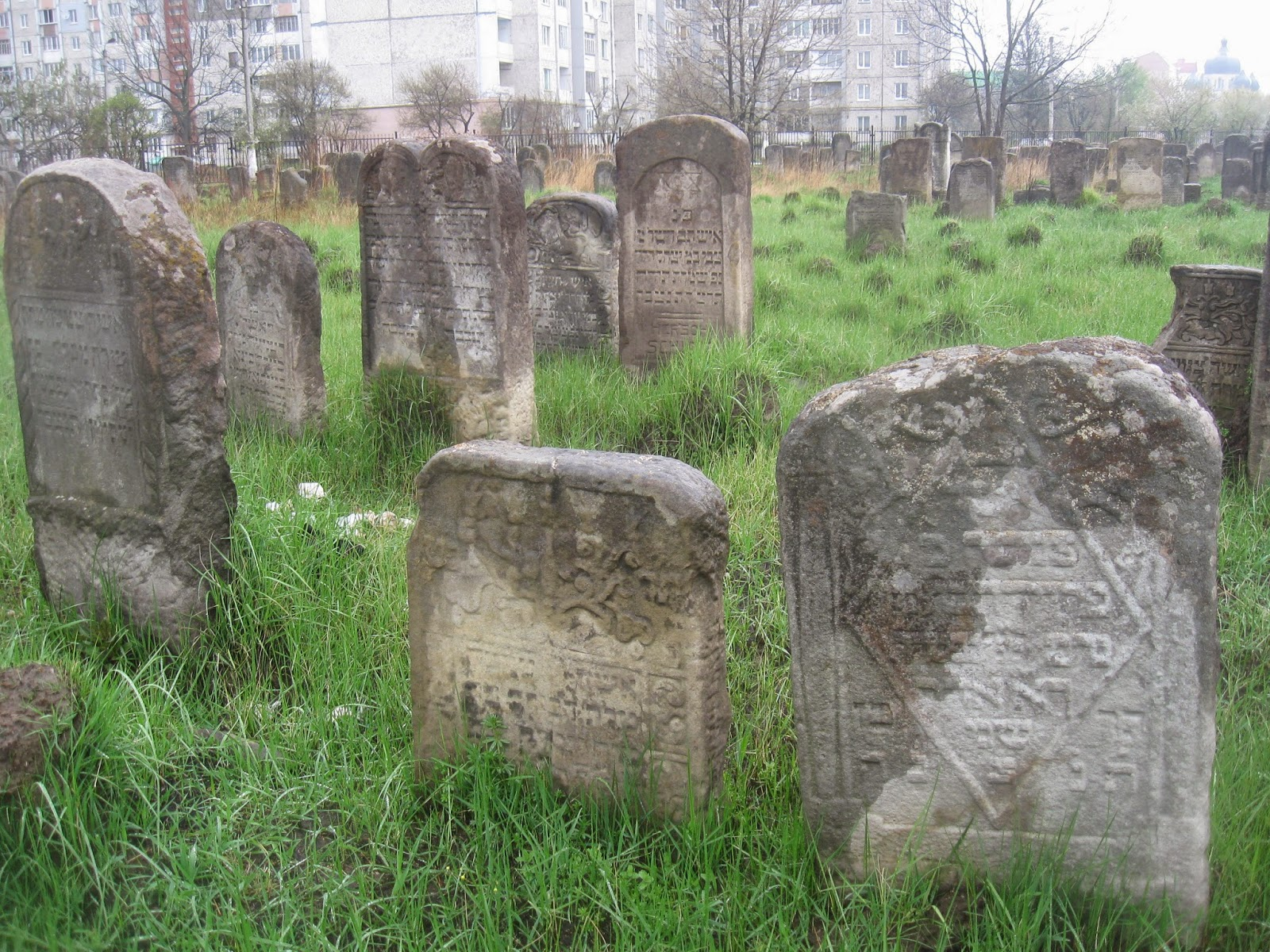
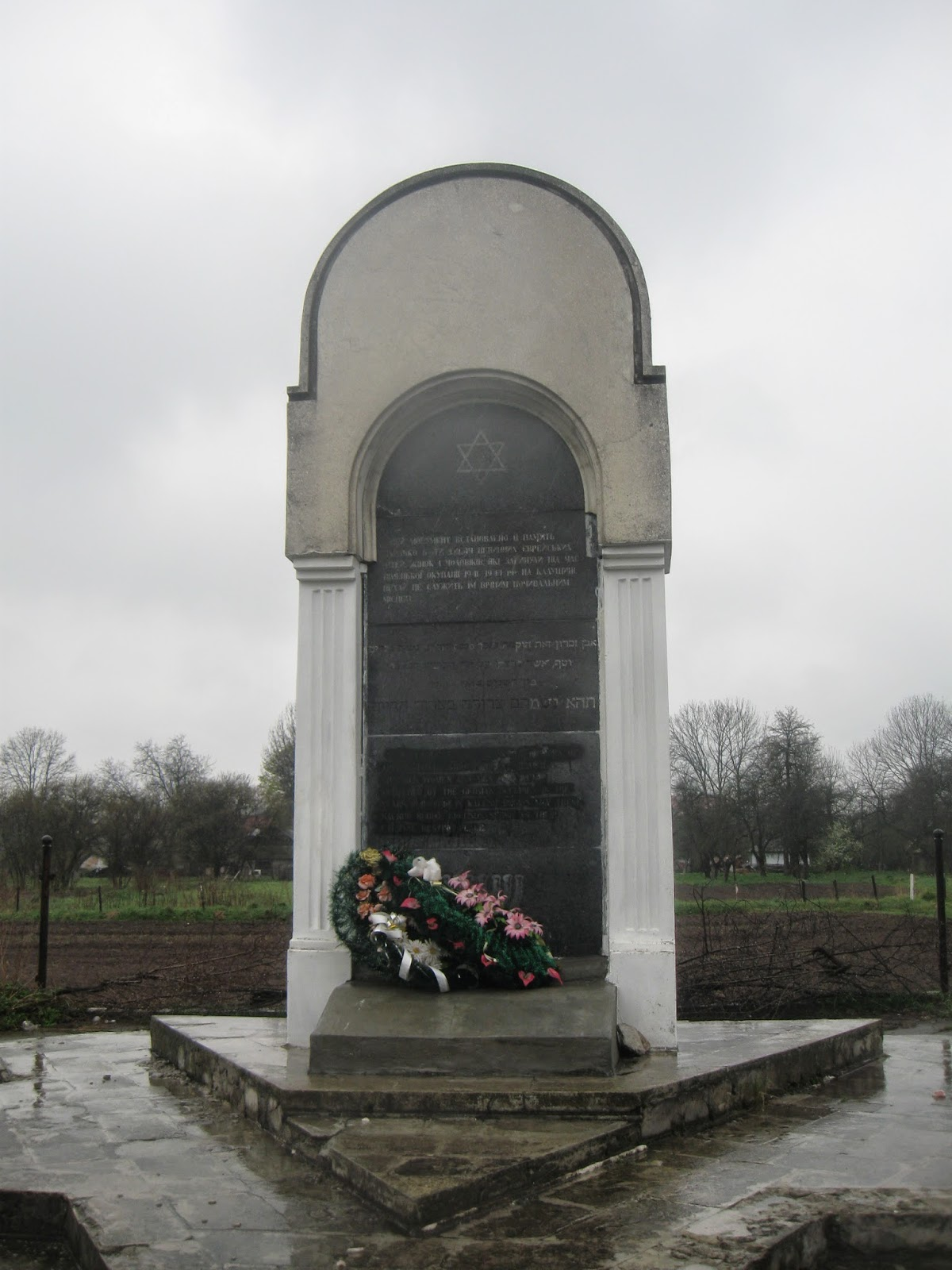
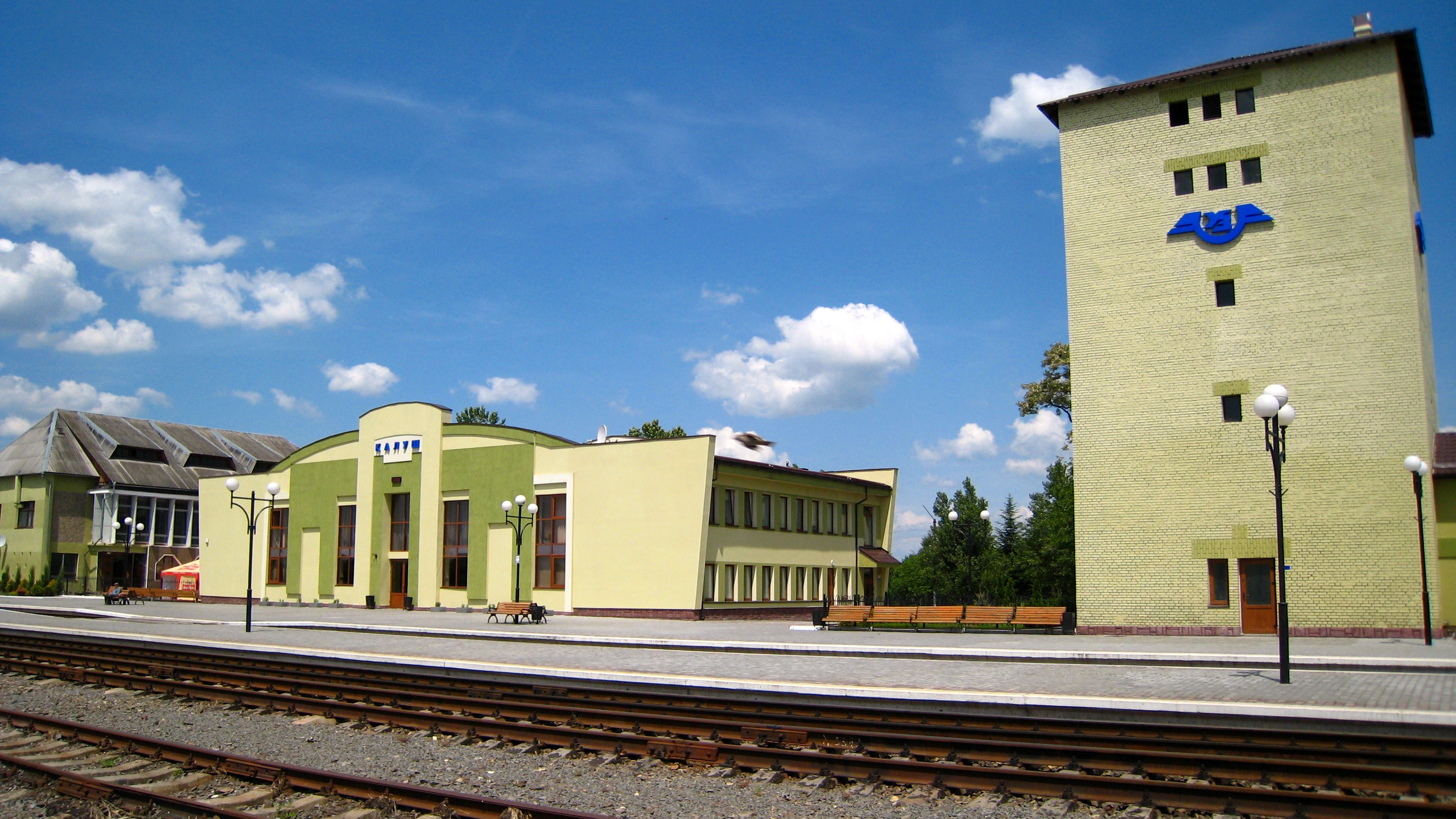
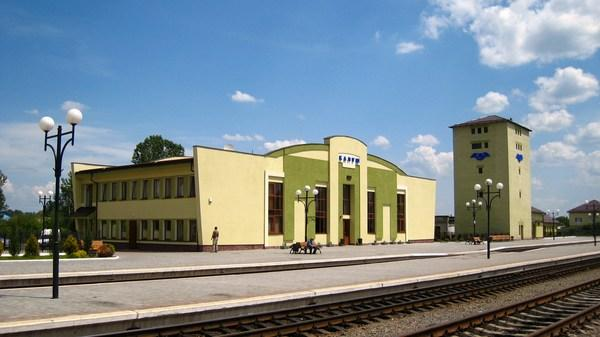